# 1954 Кукаркін
1954 Кукаркін (1954 Kukarkin) — астероїд головного поясу, відкритий 15 серпня 1952 року.
Тіссеранів параметр щодо Юпітера — 3,152.